# Gustavo Yacamán

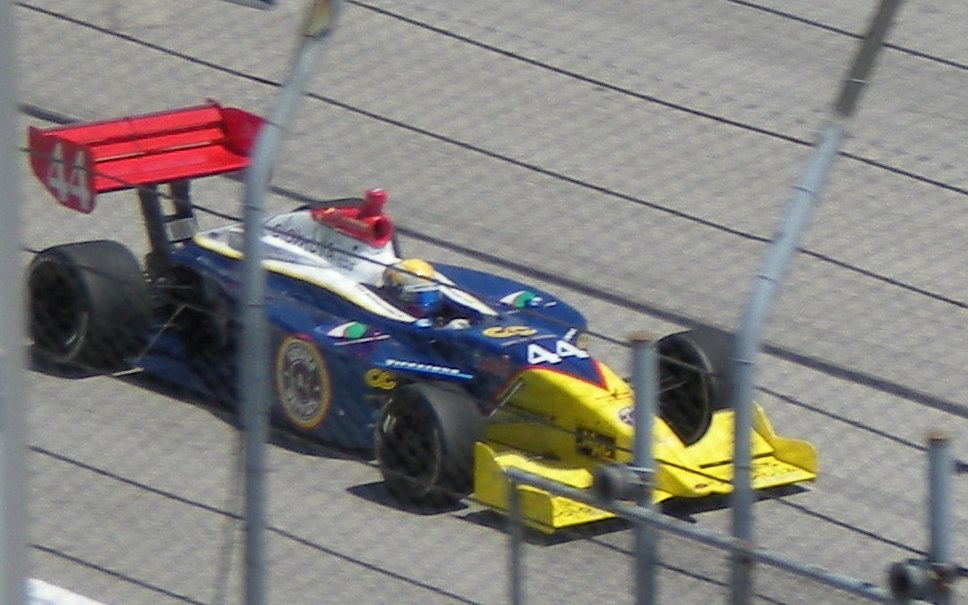
Yacamán tijdens de Milwaukee Mile in 2009

Gustavo "Tigrillo" Yacamán Aristizabal (Cali, 25 februari 1991) is een Colombiaans autocoureur. Hij rijdt anno 2011 in de Indy Lights voor Team Moore Racing.
Op 10 november 2011 maakte Yacamán zijn eerste meters in een IndyCar van Andretti Autosport. Yacamán rijdt al sinds 2009 in de opstapklasse van de IndyCar Series, maar echt grote successen zijn anno 2011 nog uitgebleven. Op 4 september 2011 won hij wel zijn allereerste race in de Indy Lights, op het stratencircuit van Baltimore.

## Resultaten
Indy Lights-resultaten (aantal gereden races, aantal maal in de top 5 van een race, eindpositie kampioenschap en punten)
| Jaar | Races | 1ste | 2de | 3de | 4de | 5de | Rank | Ptn |
| ---- | ----- | ---- | --- | --- | --- | --- | ---- | --- |
| 2009 | 14    | -    | -   | -   | 1   | 1   | 12   | 269 |
| 2010 | 13    | -    | -   | 1   | 1   | 2   | 10   | 293 |
| 2011 | 14    | 1    | 2   | 1   | 2   | 3   | 4    | 401 |